# ベッピリガイ山
ベッピリガイ山（ベッピリガイやま）は、北海道の日高郡新ひだか町にある標高1,307.3mの山である。山頂には三等三角点「美利貝」が設置されている。

## 概要
日高山脈中央部の中ノ岳から西に伸びる尾根上に位置する。
山名は南部を流れるベッピリガイ沢川に由来し、アイヌ語で「ペッ・ピリカ・イ（川が・良い・もの（川））」が語源であるとされるが、何が「良い」のかについては不明である。

## 登山
登山道はない山は残雪期に登られることが多いが、ベッピリガイ山への唯一のアプローチである元浦川林道が狩猟のため閉鎖されることもあるため主に無雪期に登られる。
神威山荘からベッピリガイ乗越を経てベッピリガイ沢川沿いの東の沢林道へ入り山頂南東側の尾根、もしく林道を歩き分岐から215林班線へと入って山頂東側の沢を登り山頂へ至る。全体的に藪漕ぎがあるほか、東側の沢を登る場合は沢登りもある。山頂からはペテガリ岳のみならず1839峰や神威岳なども望むことができる。